# Grammorhoe conjunctaria
Grammorhoe conjunctaria là một loài bướm đêm trong họ Geometridae.